# Liu Song Wendi
Liu Yilong of keizer Song Wendi (407-453) was keizer van China tussen 424 tot 453. Hij was de derde zoon van Liu Yu, de stichter van de Liu Song-dynastie.

## Biografie
Na de dood van zijn vader in 422, werd zijn oudste broer Liu Yifu keizer. In 424 vond een groep functionarissen dat keizer Liu Yifu incompetent was, zette hem af, liet hem vermoorden en plaatste Liu Yilong op de troon als keizer Wen.
Tijdens zijn 29 jaar bewind zette keizer Wen grotendeels het grote plan van zijn vader en een deel van het landbeleid van de Jin-dynastie voort. De periode, het "Yuanjia-bestuur" (元嘉 之 治) genoemd, wordt gezien als een periode van voorspoed. Keizer Wen omringde zich met bekwame en eerlijke ambtenaren. Zijn herhaaldelijke  pogingen om de rivaliserende Noordelijke Wei-dynastie aan te vallen, mislukten, door het aanwenden van de verkeerde strategieën. Tegen het einde van zijn heerschappij raakte de staat hierdoor verzwakt.
In 453 kwam hij in conflict met zijn zoon, kroonprins Liu Shao. Liu Shao pleegde een staatsgreep en liet zijn vader vermoorden en kroonde zichzelf tot keizer. Minder dan een jaar later werd Liu Shao uitgeschakeld door zijn jongere broer Liu Jun, die de troon besteeg als keizer Xiaowu.